# Deltochilum laetiusculum
Deltochilum laetiusculum är en skalbaggsart som beskrevs av Bates 1870. Deltochilum laetiusculum ingår i släktet Deltochilum och familjen bladhorningar. Inga underarter finns listade i Catalogue of Life.